# 嘉義市先期交通轉運中心
嘉義市先期交通轉運中心，又稱嘉義市轉運中心、嘉義轉運站，是位於台灣嘉義市西區的一個汽車客運轉運站，與嘉義車站後站（慣稱後車頭，Āu-chhia-thâu）共構之複合式轉運中心，亦為台灣首座複合式客運轉運中心，由國光客運子公司國光商行負責營運。由國光客運以營運後轉移模式（OT）取得為期7年的地上營運權後，由嘉義市政府所興建的一座地上2層、地下一層樓，並分前後棟的建築，用於整合嘉義公車捷運、嘉義市公車、國道客運、一般公路客運以及計程車排班站，並設有商店街的多功能轉運中心。嘉義市先期交通轉運中心於2011年1月20日啟用，為嘉雲地區規模最大之轉運中心，預定在嘉義市區鐵路高架化計畫嘉義車站完工後遷移至嘉義車站特定區站北區永久轉運中心，此處則預計改建為嘉義捷運藍線車站。

## 沿革
轉運中心最初為配合嘉義市區鐵路高架化計畫預留高架化嘉義車站站體與商業空間之興建、嘉義公車捷運高鐵聯外系統之月台規劃、嘉義市國道客運、公路客運等整合運用及嘉義車站前站用地重新規劃之用，並擴大嘉義車站特定區的可利用土地與轉乘空間。在國光客運接手營運後並納入商店街與各項公共服務設施之經營管理。營運期間嘉義客運之嘉義市公車路線亦曾進駐轉運中心前棟月台，但改由嘉義縣公共汽車管理處接手之後便撤出轉運站並將市公車站牌移至轉運站外博愛路上，改稱後火車站。2019年6月1日起，改由嘉義縣公車營運的嘉義市公車在嘉義市政府交通處安排下重新進駐嘉義轉運站。

## 營運路線

### 後棟
- 1號月台(1號門)
  - 嘉義客運（ 嘉義公車捷運）： 嘉義公園、宏仁女中方面（7211、7212）
- 2號月台(2號門)
  - 嘉義客運（ 嘉義公車捷運）： 高鐵嘉義站、縣政府、故宮南院、朴子方面[9]（7211、7212）
- 3號月台(2號門)
  - 統聯客運：臺北、重陽站、林口、中港轉運站、中壢服務區方面（1618）
- 4號、5號月台(3號門)
  - 和欣客運：臺中、朝馬方面（7506）
- 4號門
  - 4號門封閉
- 6號月台(5號門)
  - 員林客運：崇仁醫專（大林校區）、斗南、西螺方面（6880）
- 7號月台(5號門)
  - 7號月台封閉
- 6號門
  - 國光客運往台北補位區，6號門封閉
- 8號、9號、10號月台(7號門)
  - 國光客運：臺中、臺北方面（1834、1835、1836、1870）
- 地下層（八人座幸福巴士）
  - 樂活2路：竹村里活動中心－嘉義市轉運中心－市政府（中山路）
  - 樂活3路：許氏宗祠（預約）－奉天宮－嘉義市轉運中心－東洋新村
  - 樂活5路（預約）：嘉義市轉運中心－何庄－嘉義市轉運中心
  - 樂活8路：嘉義市轉運中心－東洋新村－泰勒瓦莊園（預約）

#### 南側門
南側門為嘉義轉運站二號出口，通往計程車排班站。

### 前棟
- 12號月台(4號門)
  - 中山幹線（綠線）：大富路－嘉義市轉運中心－中山路－嘉義大學蘭潭校區
  - 中山幹線A線（綠A線）：二二八國家紀念公園－嘉義市轉運中心－中山路－嘉義大學蘭潭校區
- 13號月台(4號門)
  - 光林我嘉線（黃線）：港坪運動公園－嘉義市轉運中心－蘭潭
  - 光林我嘉線A（黃A線）：港坪運動公園－嘉義市轉運中心－東洋新村1
- 15號月台(1、2號門)
  - 嘉義客運 ：白河、關子嶺方面（7210、7214）
- 11號月台(4號門)、14號月台(3號門)
  - 無業者進駐，月台及月台門封閉

## 歷史路線

### 嘉義客運—嘉義市公車路線
以下列表所示路線監理機關為嘉義市政府交通觀光處
| 路線編號 | 路線名稱                               | 收費方式  | 備註                                                              |
| -------- | -------------------------------------- | --------- | ----------------------------------------------------------------- |
| 1        | 交通轉運中心－蘭潭風景區－嘉義大學     | 1段票收費 | - 延駛至月影潭心 - 交通轉運中心－民族停車場與嘉義BRT共線          |
| 2        | 交通轉運中心－輔仁中學                 | 1段票收費 |                                                                   |
| 3        | 交通轉運中心－嘉義高工－交通轉運中心   | 1段票收費 | - 非嘉義市政府補貼路線 - 環狀線                                   |
| 5        | 交通轉運中心－文化中心－宏仁女中       | 1段票收費 | - 非嘉義市政府補貼路線 - 後湖站下車可至臺鐵嘉北車站轉乘臺鐵       |
| 6        | 交通轉運中心－檜意森活村－交通轉運中心 | 1段票收費 | - 環狀線（同一循環會經過兆品酒店公車站牌兩次） - 文化觀光購物公車 |
| 7        | 交通轉運中心－體育館－嘉義公園         | 1段票收費 |                                                                   |

### 跨區公路客運
2011年1月—2013年5月
- 員林客運、臺中客運 6872 臺中-草屯-嘉義
- 2025年6月27日
- 和欣客運7502嘉義轉運站－國道1號－高雄

## 周邊
- IKEA嘉義城市店
- 藏壽司嘉義博愛店

## 關聯條目
- 嘉義車站
- 嘉義市區鐵路高架化計畫
- 嘉義公車捷運
- 嘉義市公車
- 嘉義市政府交通處
- 國光客運
- 統聯客運
- 嘉義客運
- 員林客運

## 資料來源
1. ↑  蘇泰安. . 大紀元時報. 2008-07-10. （原始内容存档于2017-12-04） （中文（臺灣））.
2. ↑  江俊亮. . 大紀元時報. 2011-01-17  [2017-12-03]. （原始内容存档于2017-12-04） （中文（臺灣））.
3. ↑  . 台中客運.   [2018-02-02]. （原始内容存档于2020-07-01） （中文（臺灣））.
4. ↑  . 國光客運.   [2018-02-02]. （原始内容存档于2020-07-03） （中文（臺灣））.
5. ↑  . 統聯客運.   [2018-02-02]. （原始内容存档于2018-02-02） （中文（臺灣））.
6. ↑  . 台灣鐵路管理局.   [2021-05-11]. （原始内容存档于2022-07-11） （中文（臺灣））.
7. ↑  . Peopo公民新聞. 2011-01-20  [2017-12-03]. （原始内容存档于2017-12-03） （中文（臺灣））.
8. ↑  . 交通部觀光局借問站.   [2021-01-18]. （原始内容存档于2020-11-25） –web.archive.org （中文（臺灣））.
9. ↑  . 台灣高鐵公司.   [2022-05-11]. （原始内容存档于2022-04-25） （中文（臺灣））.